# Motorový vůz M 120.4
Motorové vozy řady M 120.4 (od roku 1988 administrativně řada 806) byly vyráběny pro Československé státní dráhy kopřivnickou vagónkou (nyní Tatra) v letech 1930 až 1935 (celkem 89 kusů) a byly určeny pro osobní dopravu po lokálních tratích. Podle stanoviště strojvedoucího, které je umístěno uprostřed vozu a je vyvýšeno jeden metr nad střechu vozu, se této řadě (a rovněž i dalším podobným) přezdívá „věžák“.

## Konstrukce
Vozy řady M 120.4 byly lehké konstrukce s dvounápravovým pojezdem a jedním hnacím dvojkolím. Kostra vozové skříně, vyrobená z ocelových lisovaných profilů, byla vyplněna dřevem a zvenčí oplechována. Vozy byly vybaveny řadovým reverzibilním benzínovým motorem Tatra (zážehový šestiválec) se čtyřrychlostní planetovou převodovkou. Znamenalo to poměrně komplikovanou změnu směru jízdy. Strojvedoucí musel vypnout motor, změnit sadu vaček pro opačný směr a pak teprve mohl opět nastartovat opačným směrem. Stanoviště strojvedoucího se nacházelo ve vyvýšené kabině uprostřed vozu společně s palivovou nádrží a chladiči. Obě čela vozu byla průchozí, v jednom z nich se nacházelo WC. Vstup do vozu byl zajištěn z každé strany jedněmi dveřmi uprostřed bočnice. Vozy od inventárního čísla 25 byly mírně prodlouženy, od čísla 70 měly výkonnější motor a posledních 10 jich bylo vyrobeno s lehce upravenou vozovou skříní (obdélníková místo původní osmiboké).

## Vývoj, výroba a provoz

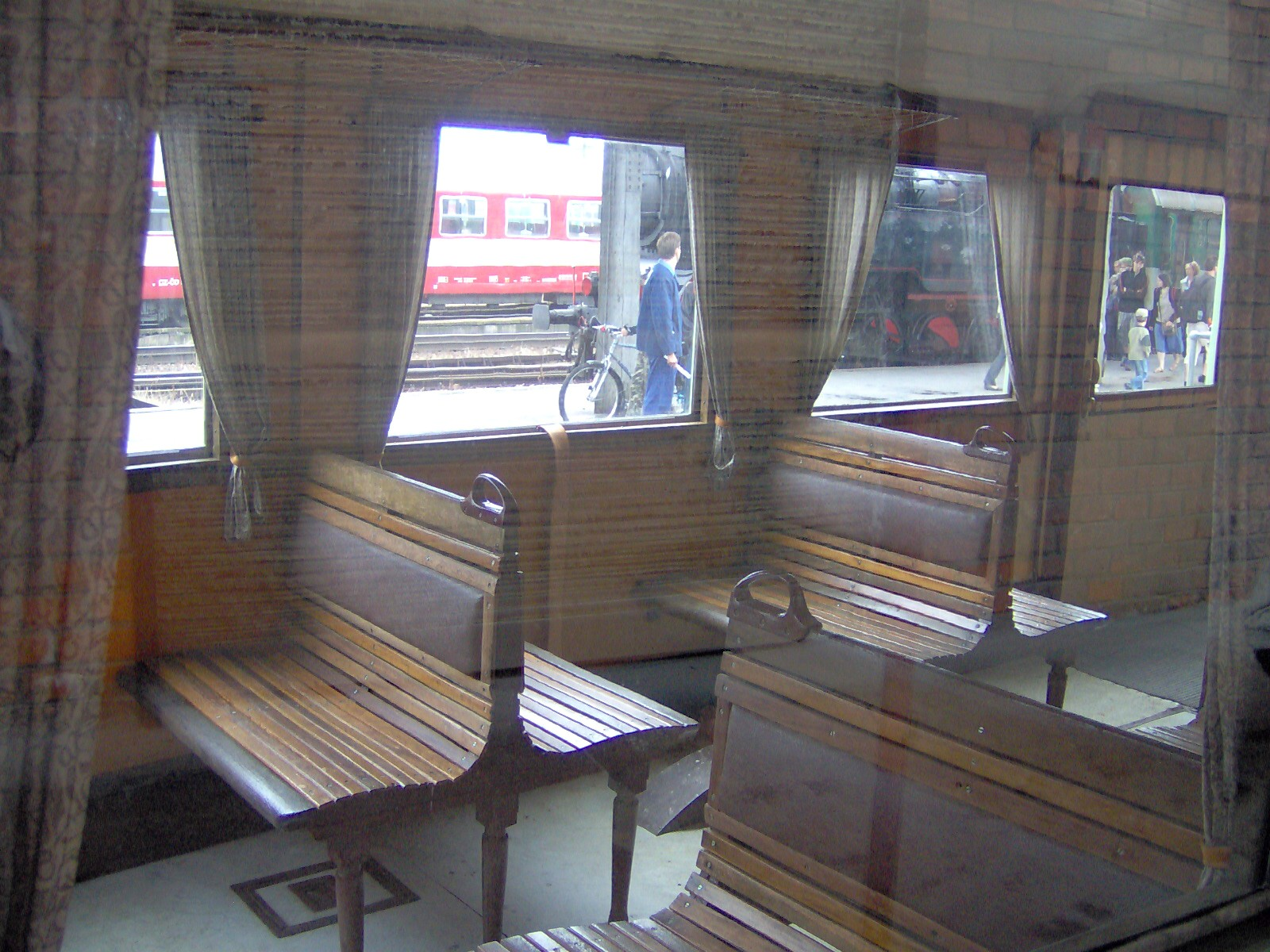
Interiér

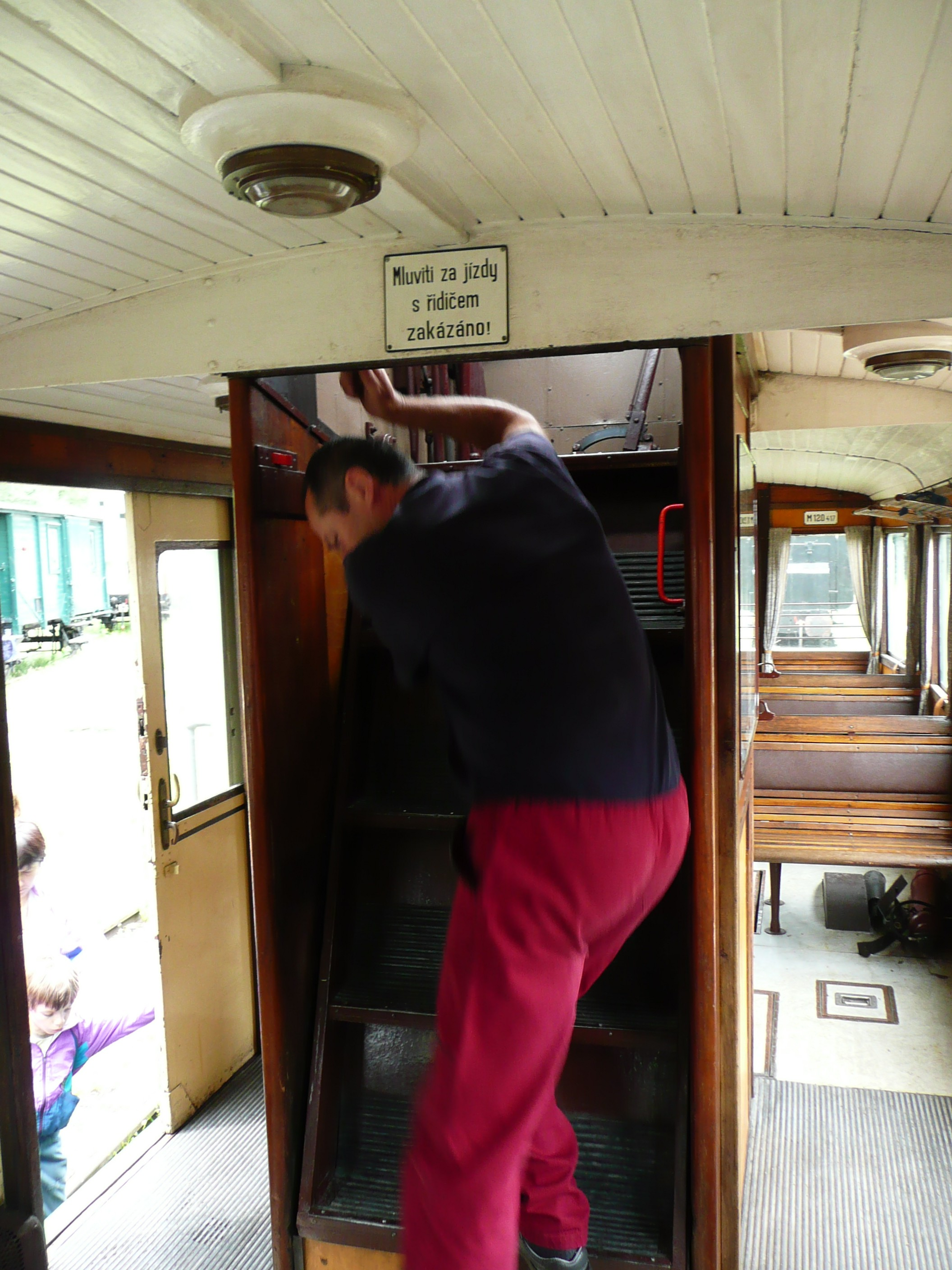
Vstup do kabiny strojvedoucího

Řada M 120.4 byla vyvinuta jako robustnější a výkonnější nástupce řady M 120.3, jejichž vozy byly až příliš lehké. První dva vozy řady M 120.4 (prototypy) byly postaveny na základě objednávky ministerstva železnic v roce 1930. Brzo na to začala sériová výroba, která trvala do roku 1935. Celkem (včetně prototypů) bylo vyrobeno 89 vozů řady M 120.4, která se tak stala jednou z nejpočetnějších řad motorových vozů ČSD před druhou světovou válkou, čímž významně přispěla k motorizaci osobní dopravy na regionálních tratích v Československu. Po mnichovské dohodě byla část vozů předána Německým říšským dráhám (Deutsche Reichsbahn). Ve velkém začaly být vyřazovány po začátku dodávek „hurvínků“ – vozů řady M 131.1 v roce 1948. Poslední „věžák“ řady M 120.4 dojezdil v osobním provozu v roce 1958, některé z nich ale byly nadále využívány jako služební vozidla.
Do současnosti se zachoval vůz M 120.417 z roku 1931 v majetku Národního technického muzea, který byl náročně renovován v 80. letech 20. století (rekonstrukce dokončena 1989) v šumperském depu. Při renovaci byly použity díly i dalších „věžáků“: M 120.477 a M 130.218. Až do roku 1999 byl rekonstruovaný vůz označen jako M 120.437, poté byl přeznačen na své původní číslo M 120.417. V současnosti je také administrativně označen jako 806.417 (nikoliv však fyzicky) a je příležitostně využíván jako historické vozidlo. Deponován je v Šumperku.
Druhým zachráněným vozem je M 120.459 z roku 1932 patřící spolku Muzeum Technických Zajímavostí z Chocně, které jeho skříň v roce 2021 odkoupilo a dovezlo ze zahrady rodinného domu na Moravě. Vůz byl umístěn na provizorní dílenské podvozky a je deponován pod střechou.
Třetí zachovaný vůz M 120.485 byl vyroben v roce 1935, v současnosti je majetkem firmy LOKO-MOTIV Chomutov a je umístěn v železničním muzeu v Křimově. Vůz je částečně rekonstruován (např. osazen motor a elektroinstalace).